# Arrozal

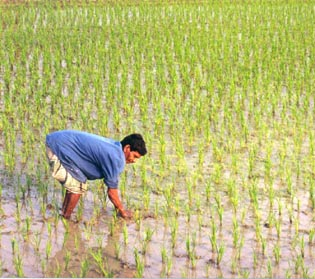
Plantando arroz de forma tradicional en Bangladés.

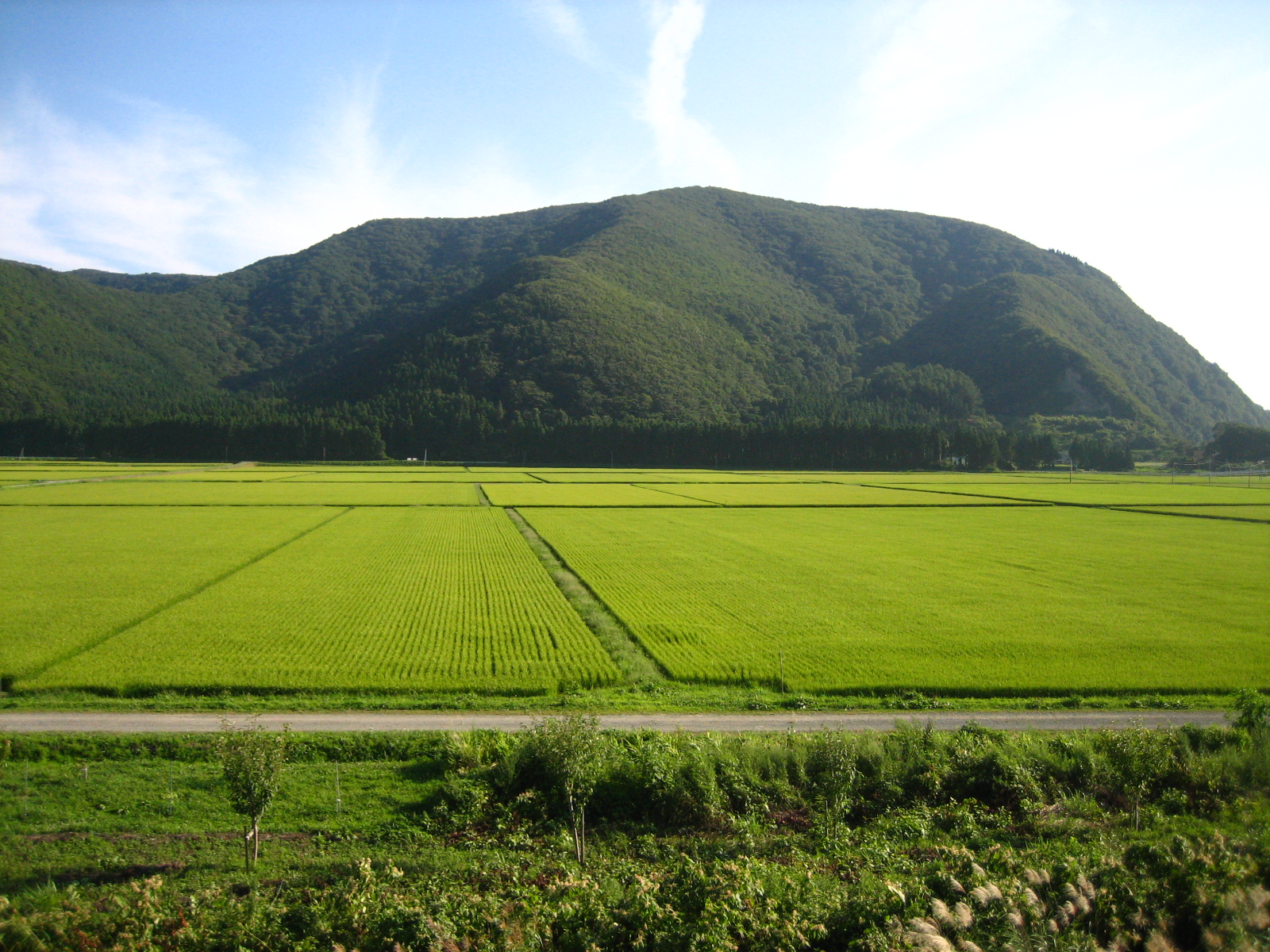
Arrozales cerca del lago Inawashiro, Japón.

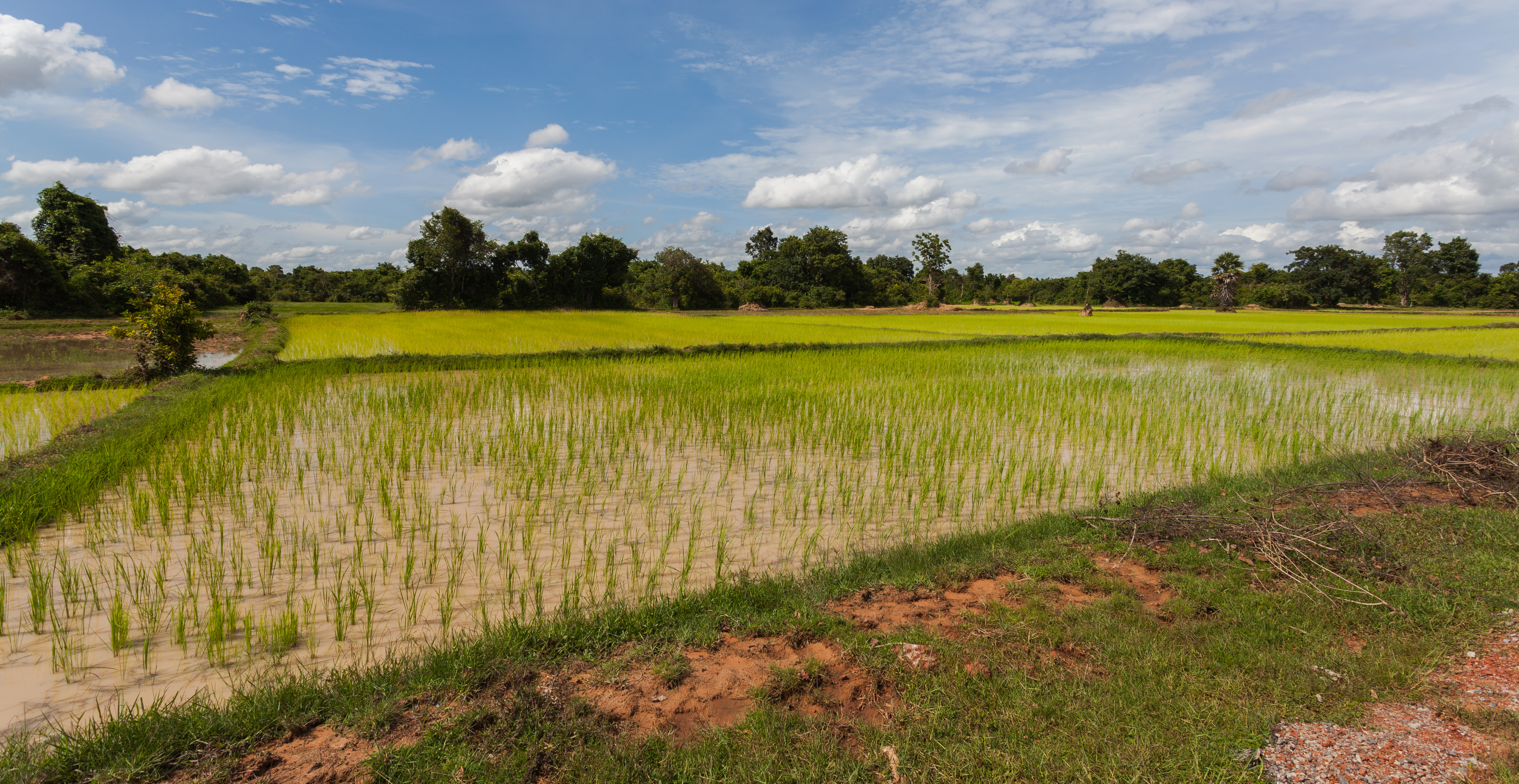
Arrozal en Angkor, Camboya.

Los arrozales son el terreno donde se realiza la ricicultura, es decir, el cultivo del arroz y la forma de vida organizada en torno a él, que constituye toda una cultura o civilización. La forma habitual de realizarlo son tierras de labrantío inundadas; pues aunque el arroz se puede también producir en campos de secar, desde el siglo XX, prácticamente no se usa esa técnica.
Ese tipo de cultivo es muy frecuente en dimensiones colosales en los países asiáticos, definiendo el paisaje agrario característico del Asia monzónica (agricultura irrigada monzónica), donde es prácticamente un monocultivo que ha llegado a producir problemas económicos (por la excesiva dependencia de las cosechas y las cotizaciones del mercado internacional) y problemas alimentarios (hambrunas esporádicas y, específicamente, la avitaminosis denominada beriberi). También existe en otras zonas de clima más templado, como la agricultura tradicional de Japón, que a diferencia de la anterior, es de regadío; actualmente en retroceso, pero protegida por el estado para mantener el medio ambiente y la forma de vida tradicional que se considera fundamental para su cultura (formada desde el siglo III a. C. —Yayoi— y conformada de una forma muy estable en el tiempo en la reforma Taika —sistema jori: lotes cuadrangulares divididos en parcelas diminutas—).
También está presente en muchas zonas de clima tropical (África o América) y, con una extensión más reducida, en zonas de clima templado asociándose al regadío, como es el caso de España, donde hay zonas de arrozal en el Bajo Guadalquivir, la Albufera de Valencia y el delta del Ebro, todos ellos humedales ecológicamente muy sensibles al uso de maquinaria agrícola y productos fitosanitarios, lo que ha suscitado intentos de protección y el estímulo estatal a la agricultura biológica.
Los arrozales se suelen construir cerca de recursos naturales como ríos, pantanos o, con menor frecuencia, en laderas escarpadas, requiriendo estas últimas mucho más trabajo manual y materiales para la construcción.
Las plantaciones requieren cantidades abundantes de agua para la irrigación, proporcionando así, el agua esencial para el crecimiento de la cosecha. Por otro lado, el líquido también proporciona un ambiente favorable, desalentando el crecimiento de muchas especies de malas hierbas. 
El búfalo de agua es el único animal de bosquejo adaptado para la vida en humedales, así que son frecuentemente utilizados en los arrozales, principalmente, en aldeas asiáticas donde no ha podido o querido llegar la mecanización del proceso.
El cultivo de arroz tiene consecuencias para el medio ambiente adversas debido a las grandes cantidades  de metano que generan. La producción del metano del mundo debido a los arrozales se ha estimado entre 50 y 100 millones de toneladas por año.

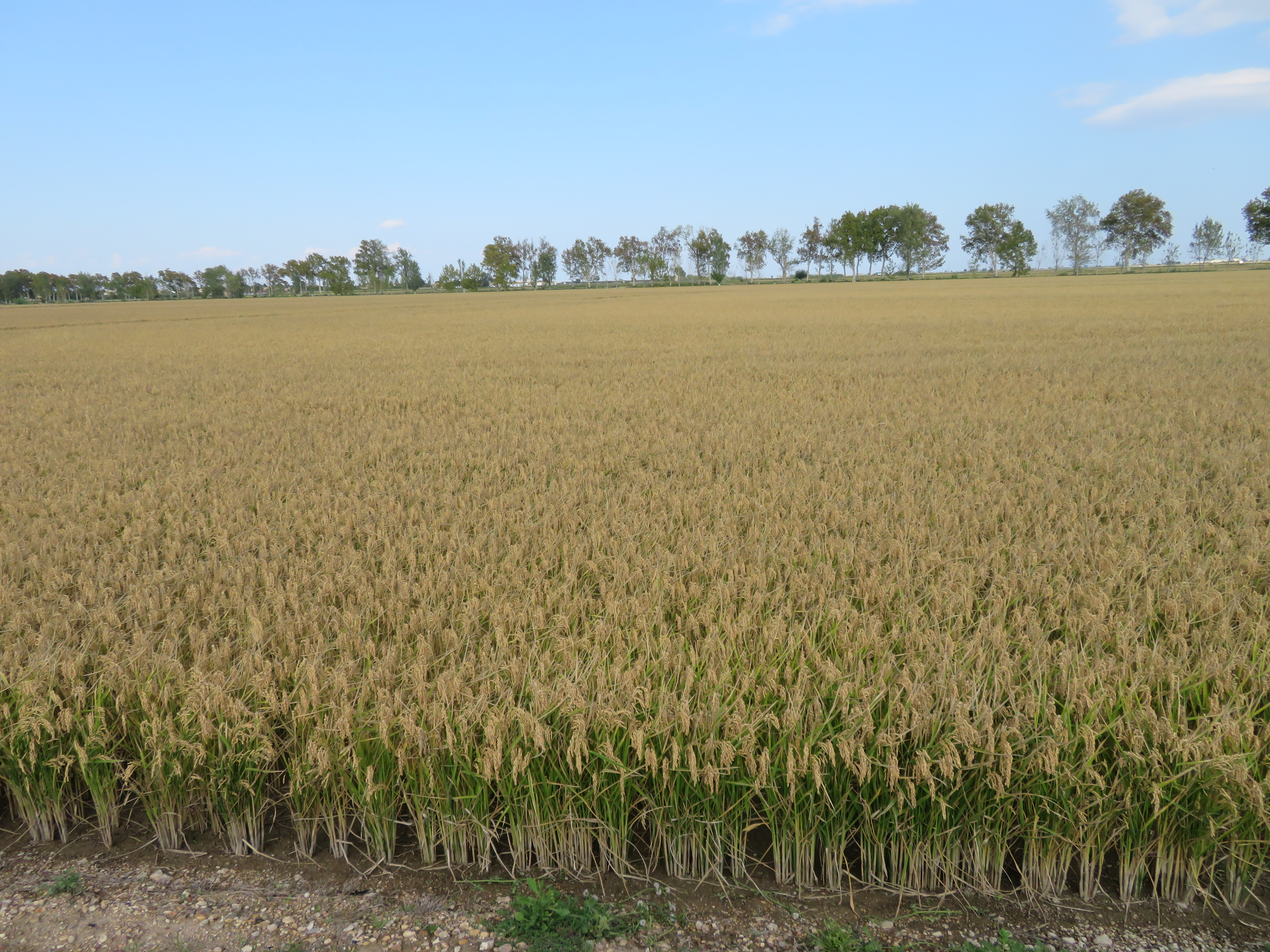
Arrozal en el Delta del río Ebro, España.

## Historia
Los arqueólogos aceptan generalmente que el cultivo en humedales se originó en China, aunque a fecha de hoy, los arrozales más antiguos se encuentran en Corea Hay evidencias arqueológicas de que el arroz sin pelar fue almacenado para los militares y para el entierro con los difuntos a partir del período neolítico durante la dinastía Han en China.